# Iglesia de San Miguel Arcángel, Vivar del Cid (Burgos)
La iglesia de San Miguel Arcángel es un templo parroquial de culto católico ubicado en pueblo de Vivar del Cid al norte de la ciudad española de Burgos, en la comunidad autónoma de Castilla y León, cuyos orígenes son románicos del siglo XI aunque el interior de la actual parroquia, es de estilo gótico renacentista y se erigió en el siglo XVI. Posee mobiliario de interés.

## Historia
Los datos de este templo son escasos debido a la poca información que se recogió en la época.
Se trata de una iglesia rodeada de un murete ubicada en la zona este de Vivar del Cid, aunque la actual iglesia es del siglo XVI se han encontrado restos de una necrópolis románica del siglo XI-XIII.
En la primitiva iglesia, cuenta la tradición, que estuvieron enterrados los padres, abuelos y bisabuelos de Rodrigo Díaz de Vivar (El Cid), cuyos restos fueron trasladados a Roma para su beatificación, que al final fracasó.

## Exterior

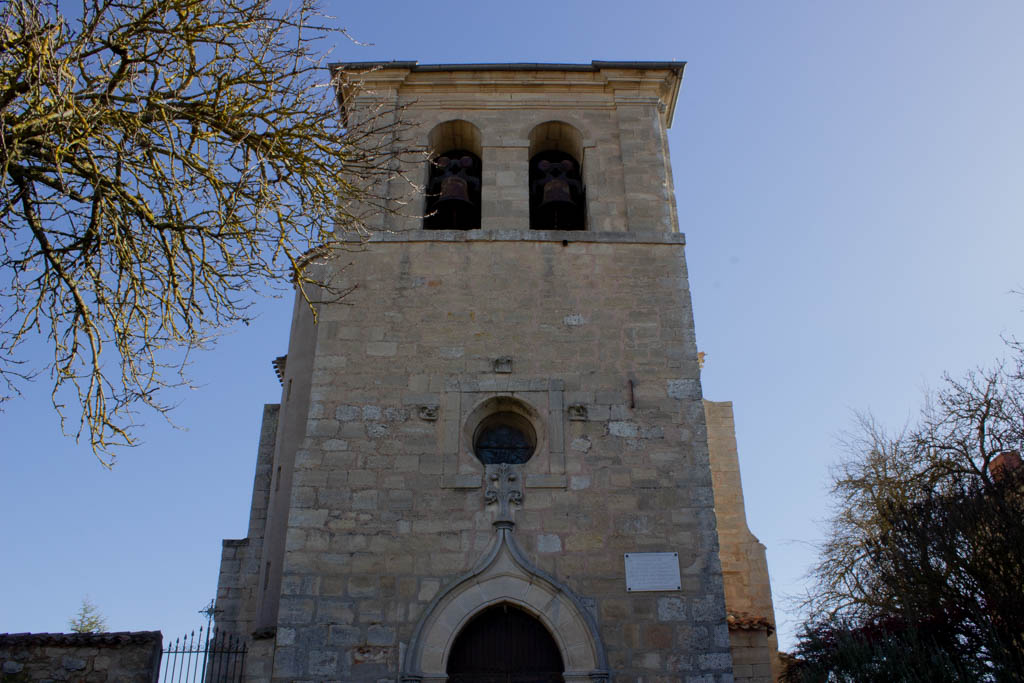
Portada, óculo y campanas

Es un templo con una sola nave con fuertes muros. Esta parroquia cuenta con una portada algo apuntada de estilo renacentista, aunque es de principios del XX, con un arco moldurado y un remate floral. Cuenta también con un óculo enmarcado rodeado de tres piedras con unas figuras románicas y la torre es cuadrada con cuatro huecos, dos campanas y dos campanillos.

## Interior
San Miguel Arcángel tiene un mobiliario de gran interés debido a los diferentes estilos que se encuentran en él. El interior es de estilo gótico y fue trazado por Domingo Heras y Lucas Berruelo en 1596. Se puede observar una pila bautismal de estilo románico, lisa, pequeña y con gallones, hoy en día la utilizan como pila de agua bendita. Destaca también el retablo mayor de estilo clasicista realizado por Mateo Fabrico en 1643, y un retablo lateral barroco del año 1753 donde hay una virgen sedente del siglo XIV. También cuenta con una virgen sedente con Niño del siglo XVI. 